# Maclisp
Maclisp，或拼為MACLISP，Lisp程式語言的方言之一。它由Lisp 1.5版發展而成，最早起源自1960年代麻省理工學院的MAC計劃（英語：MIT_Computer_Science_and_Artificial_Intelligence_Laboratory#Project_MAC），並因此得名。它主要是由李察·D·格連布勒（英語：Richard D. Greenblatt）在PDP-6上發展出來，之後由約翰·懷特（Jon L. White）負責維持與持續發展。在1970年代開始，在PDP-6 上，Lisp又發展出其他分支，如BBN Lisp，為了區分，它開始被稱呼為Maclisp。

## 歷史
Maclisp在迪吉多PDP-6/PDP-10上發展出來，最早是運行不相容分时系统，後來能在所有PDP-10的作業系統上運作。Maclisp最初是組合語言，後來利用PL/I移植到Multics上。Multics Maclisp被用來寫作Emacs。
Scheme最初是基於Maclisp開始發展。